# One for All (álbum de Brand Nubian)
| Críticas profissionais | Críticas profissionais |
| Avaliações da crítica  | Avaliações da crítica  |
| Fonte                  | Avaliação              |
| ---------------------- | ---------------------- |
| Allmusic               | [ 1 ]                  |
| Robert Christgau       | A−                     |
| Los Angeles Times      | [ 3 ]                  |
| The New York Times     | (favorável)            |
| Rolling Stone          | [ 5 ]                  |
| The Source             | [ 6 ]                  |
| Trouser Press          | (favorável)            |
| Virgin Encyclopedia    | [ 8 ]                  |

One for All é o álbum de estreia do grupo de hip hop americano Brand Nubian. Foi lançado pela Elektra Records em 4 de Dezembro de 1990. O álbum foi altamente aclamado por suas letras politicamente engajadas e pelo conteúdo socialmente consciente. As vendas nunca corresponderam à aclamação - até Maio de 2013 o álbum só havia vendido 350,000 cópias - mas o álbum permaneceu nas lojas desde o seu lançamento.
O álbum foi produzido principalmente por Brand Nubian, mas também contém produção de Skeff Anselm, Stimulated Dummies e Dave "Jam" Hall.

## Desempenho comercial
One for All chegou ao número 130 na Billboard 200 americana, permanecendo 28 semanas na parada musical. Também chegou ao número 34 na Top Black Albums da Billboard, ficando 40 semanas na parada. Alex Henderson, do allmusic, escreveu que "em bairros negros de Nova Iorque e Filadélfia, [One for All] vendeu na verdade mais cópias do que muitos discos de gangsta rap de platina que estavam fazendo sucesso em uma escala nacional."

## Lista de faixas
| #  | Título                              | Compositores                                                                         | Produtor(es)              | Intérprete(s)                   | Sample(s) |
| -- | ----------------------------------- | ------------------------------------------------------------------------------------ | ------------------------- | ------------------------------- | --- |
| 1  | "All for One"                       | M. Dixon, D. Murphy, L. Dechalus                                                     | Grand Puba & Brand Nubian | Grand Puba, Sadat X, Lord Jamar | - "All for One" de James Brown - "Can Mind" de James Brown - "Funky President" de James Brown - "Tramp" de Lowell Fulson - "Goodbye Love" de Guy                                                                       |
| 2  | "Feels So Good" (Faixa Bônus do CD) | M. Dixon, D. Murphy, L. Dechalus                                                     | Brand Nubian, Dante Ross  | Sadat X, Grand Puba, Lord Jamar | - "Just the Way You Are" de Billy Joel - "Sing a Happy Song" de War |
| 3  | "Concerto in X Minor"               | M. Dixon, D. Murphy, L. Dechalus                                                     | Grand Puba & Brand Nubian | Sadat X                         | - "Walk Tall" de Cannonball Adderley - "Niggers Are Scared of Revolution" de The Last Poets - "Run, Nigger" de The Last Poets - "When the Revolution Comes" de The Last Poets - "New York, New York" de The Last Poets |
| 4  | "Ragtime"                           | M. Dixon, D. Murphy, L. Dechalus, S. Anselm                                          | Skeff Anselm              | Grand Puba, Sadat X, Lord Jamar | - "Tommy's Groove" de The Gap Band |
| 5  | "To the Right"                      | M. Dixon, D. Murphy, L. Dechalus                                                     | Grand Puba & Brand Nubian | Grand Puba, Sadat X, Lord Jamar | - "Funky President" by James Brown |
| 6  | "Dance to My Ministry"              | M. Dixon, D. Murphy, L. Dechalus                                                     | Grand Puba & Brand Nubian | Lord Jamar                      | - "Bad Tune" de Earth, Wind & Fire |
| 7  | "Drop the Bomb"                     | M. Dixon, D. Murphy, L. Dechalus                                                     | Grand Puba & Brand Nubian | Grand Puba, Lord Jamar, Sadat X | - "Jungle Jazz" de Kool & the Gang - "Anti-Nigger Machine" de Public Enemy |
| 8  | "Wake Up (Stimulated Dummies Mix)"  | M. Dixon, D. Ross, J. Gamble, G. Dajani                                              | Stimulated Dummies        | Grand Puba                      | - "Tanga Boo Gonk" de Nite-Liters - "Cissy Strut" de The Meters |
| 9  | "Step to the Rear"                  | M. Dixon, D. Ross, J. Gamble, G. Dajani                                              | Stimulated Dummies        | Grand Puba                      | - "Just A Friend" by Biz Markie - "Oh Babe" by Cannonball Adderley - "Tramp" by Lowell Fulson - "Plantation Inn" de Mar-Keys - "Smooth Operator" de Big Daddy Kane                                                     |
| 10 | "Slow Down"                         | M. Dixon, D. Murphy, L. Dechalus, K. Withrow, E. Brickell J. Houser, J. Bush, A. Aly | Grand Puba & Brand Nubian | Sadat X, Lord Jamar, Grand Puba | - "What I Am" de Edie Brickell & New Bohemians - "Let's Take It to the Stage" de Funkadelic - "Kool It (Here Come the Fuzz)" de Kool & the Gang - "N.T." de Kool & the Gang                                            |
| 11 | "Try to Do Me"                      | M. Dixon, D. Murphy, L. Dechalus, D. Hall                                            | Dave "Jam" Hall           | Grand Puba                      | - "Different Strokes" de Syl Johnson |
| 12 | "Who Can Get Busy Like This Man..." | M. Dixon, D. Murphy, L. Dechalus                                                     | Grand Puba & Brand Nubian | Sadat X, Grand Puba             | - "Popcorn with Feeling" de James Brown |
| 13 | "Grand Puba, Positive and L.G."     | M. Dixon, A. Arrington, C. Carter                                                    | Grand Puba & Brand Nubian | Grand Puba, Positive K          | - "Nobody Can Be You" de Steve Arrington |
| 14 | "Brand Nubian" (Faixa Bônus do CD)  | M. Dixon, D. Murphy, L. Dechalus                                                     | Brand Nubian, Dante Ross  | Lord Jamar, Sadat X, Grand Puba | - "Rigor Mortis" de Cameo - "Rosita" de J. J. Johnson - "Flash Light" by Parliament - "Slide" de Slave |
| 15 | "Wake Up (Reprise in the Sunshine)" | M. Dixon, D. Murphy, L. Dechalus                                                     | Grand Puba & Brand Nubian | Grand Puba                      | - "Everybody Loves the Sunshine" by Roy Ayers - "Another Day" de Ray, Goodman & Brown - "Flash Light" de Parliament |
| 16 | "Dedication"                        | M. Dixon, D. Murphy, L. Dechalus                                                     | Grand Puba & Brand Nubian | Grand Puba                      | - "Say It Loud - I'm Black and I'm Proud" de James Brown |

## Créditos
Créditos para One for All foram adaptados de Allmusic.
- Skeff Anselm – produção
- Carol Bobolts – design
- Brand Nubian – produção
- Geeby Dajani – mixagem, produção
- John Gamble – mixagem, produção
- Grand Puba – produção
- D. Hall – mixagem, produção
- Dante Ross – produtor executivo, mixagem, produção
- Mark Seliger – fotografia

## Paradas musicais

### Álbum
| Parada musical (1991)         | Melhor posição |
| ----------------------------- | -------------- |
| E.U.A. Billboard 200          | 130            |
| E.U.A. Top R&B/Hip-Hop Albums | 34             |

### Singles
| Canção        | Parada musical (1991)        | Melhor posição |
| ------------- | ---------------------------- | -------------- |
| "Slow Down"   | E.U.A. Hot R&B/Hip-Hop Songs | 63             |
| "Slow Down"   | E.U.A. Hot Rap Singles       | 3              |
| "Wake Up"     | E.U.A. Hot R&B/Hip-Hop Songs | 92             |
| "Wake Up"     | E.U.A. Hot Rap Singles       | 5              |
| Canção        | Parada musical (1992)        | Melhor posição |
| "All for One" | E.U.A. Hot Rap Singles       | 17             |